# Zeichenblock

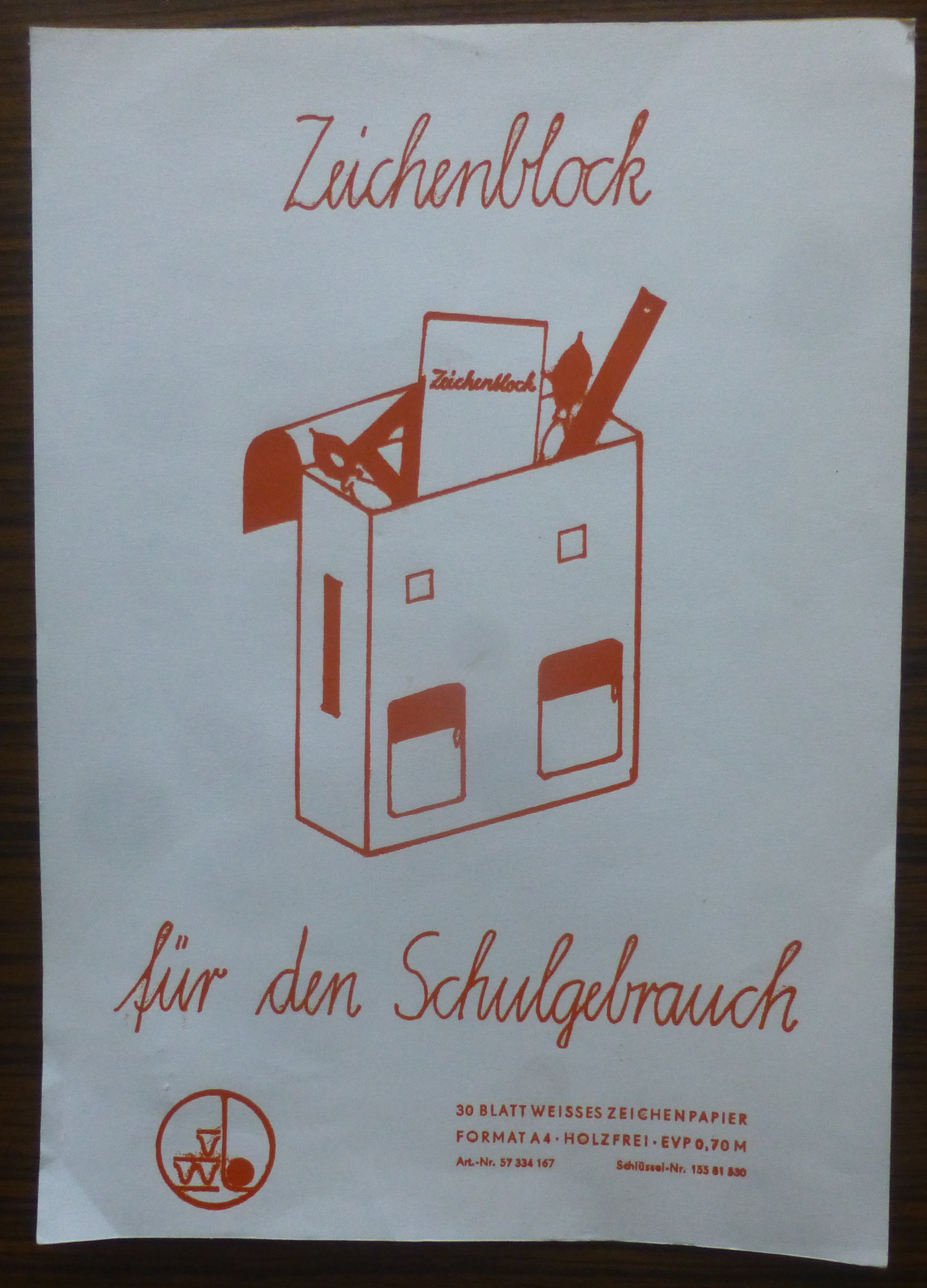
Deckblatt von einem „Zeichenblock für den Schulgebrauch,“ 30 Blatt weißes Zeichenpapier, DIN A4, holzfrei;
aus DDR-Produktion mit Firmen-Logo

Ein Zeichenblock ist ein Bund von Papierseiten, auf dem Motive mithilfe trockener Zeichenmittel dargestellt werden.
Er unterscheidet sich von anderen Papierblöcken und Heften darin, dass er primär dem Erstellen von vollwertigen Zeichnungen dient.
Die Planung einer solchen wird klassischerweise auf kleinformatigeren Papieren anhand von Skizzen durchgeführt und nur selten auf dem Zeichenblock selbst.
Die Vorder- und Rückseite eines Blockes sind oftmals mit Karton verstärkt, um die Stabilität des Papiers beim Zeichnen auch in aufrechter Lage zu gewährleisten.
Hierbei sind sowohl ein- oder zweiseitige Verleimungen sowie Spiral- oder Ringbünde üblich.
Neben den klassischen DIN-Formaten für Zeichenblöcke: DIN A1, DIN A2, DIN A3, DIN A4 sind auch 240 × 340 mm, 300 × 400 mm, 340 × 480 mm und quadratische Formate handelsüblich.
Die gängigen Blattzahlen sind: 10, 20, 25, 30, 100.
Um das trockene Zeichenmittel besser an der Oberfläche haften zu lassen, ist das für Zeichenblöcke verwendete Papier meist leicht angeraut und matt.
Zeichenblöcke sind nicht für die Aufnahme von Flüssigkeit durch Marker oder auf Wasser basierenden Farben geeignet, da die verwendeten Papiersorten leicht aufquellen.
Auf den Vordruck von Rastern oder Linien wird in der Regel verzichtet.